# Elecciones generales de Ruanda de 1965
El 10 de marzo de 1965 se celebraron elecciones generales en Ruanda, las primeras desde la independencia en 1962. En ese momento, el país era un estado unipartidista, siendo el Parmehutu como único partido legal del país. Su líder, Grégoire Kayibanda, se presentó sin oposición a las primeras elecciones presidenciales del país. La participación de los votantes fue del 87,6%.

## Sistema electoral

### Legislativas
Los 47 miembros de las elecciones a la Asamblea Nacional se eligieron en diez circunscripciones plurinominales. Los votantes podían aprobar la lista completa del Parmehutu, o dar un voto preferente a un solo candidato.